# IC 3788
IC 3788 ist eine Spiralgalaxie vom Hubble-Typ S im Sternbild Haar der Berenike am Nordsternhimmel. Sie ist schätzungsweise 1078 Millionen Lichtjahre von der Milchstraße entfernt.
Das Objekt wurde am 27. Januar 1904 von Max Wolf entdeckt.